# Jacques Oudin
Jacques Henri Léon Oudin, född 15 maj 1908 i Dreux, Frankrike, död 15 oktober 1985 i Paris, var en fransk immunolog.
Oudin blev 1936 medicine doktor och var från 1937 verksam vid Institut Pasteur i Paris. Han invaldes 1974 som utländsk ledamot av svenska Vetenskapsakademien.